# Бенедікто Годой
Бенедікто Годой Вейсага (ісп. Benedicto Godoy Veizaga, 28 липня 1924, Ла-Пас) — болівійський футболіст, що грав на позиції нападника за клуб «Ферровіаріо» (Ла-Пас), а також національну збірну Болівії.

## Клубна кар'єра
У футболі дебютував 1949 року виступами за команду «Ферровіаріо» (Ла-Пас), кольори якої і захищав протягом усієї своєї кар'єри гравця, що тривала три роки. 

## Виступи за збірну
1949 року дебютував в офіційних матчах у складі національної збірної Болівії. Протягом кар'єри у національній команді провів у її формі 8 матчів, забивши 4 голи.
У складі збірної був учасником чемпіонату Південної Америки 1949 у Бразилії, де зіграв 5 матчів, забивши 4 голи.
Був присутній в заявці збірної на чемпіонаті світу 1950 року у Бразилії, але на поле не виходив.